# Cuphea schwackei
Cuphea schwackei là một loài thực vật có hoa trong họ Lythraceae. Loài này được Koehne ex Schwacke mô tả khoa học đầu tiên năm 1893.